# فيلافيسنسيو
فيلافيسينسيو هي بلدية كولومبية، وعاصمة إدارة ميتا.

## المناخ
يظهر الجدول التالي التغييرات المناخية على مدار السنة لفيلافيسنسيو:
| البيانات المناخية لـفيلافيسنسيو                                     | البيانات المناخية لـفيلافيسنسيو | البيانات المناخية لـفيلافيسنسيو | البيانات المناخية لـفيلافيسنسيو | البيانات المناخية لـفيلافيسنسيو | البيانات المناخية لـفيلافيسنسيو | البيانات المناخية لـفيلافيسنسيو | البيانات المناخية لـفيلافيسنسيو | البيانات المناخية لـفيلافيسنسيو | البيانات المناخية لـفيلافيسنسيو | البيانات المناخية لـفيلافيسنسيو | البيانات المناخية لـفيلافيسنسيو | البيانات المناخية لـفيلافيسنسيو | البيانات المناخية لـفيلافيسنسيو |
| الشهر                                                               | يناير                           | فبراير                          | مارس                            | أبريل                           | مايو                            | يونيو                           | يوليو                           | أغسطس                           | سبتمبر                          | أكتوبر                          | نوفمبر                          | ديسمبر                          | المعدل السنوي                   |
| ------------------------------------------------------------------- | ------------------------------- | ------------------------------- | ------------------------------- | ------------------------------- | ------------------------------- | ------------------------------- | ------------------------------- | ------------------------------- | ------------------------------- | ------------------------------- | ------------------------------- | ------------------------------- | ------------------------------- |
| الدرجة القصوى °م (°ف)                                               | 37.2 (99.0)                     | 39.5 (103.1)                    | 37.7 (99.9)                     | 37.5 (99.5)                     | 37.0 (98.6)                     | 35.5 (95.9)                     | 38.0 (100.4)                    | 36.0 (96.8)                     | 36.4 (97.5)                     | 36.9 (98.4)                     | 38.0 (100.4)                    | 37.5 (99.5)                     | 39.5 (103.1)                    |
| متوسط درجة الحرارة الكبرى °م (°ف)                                   | 31.6 (88.9)                     | 32.0 (89.6)                     | 31.4 (88.5)                     | 30.2 (86.4)                     | 29.5 (85.1)                     | 28.7 (83.7)                     | 28.5 (83.3)                     | 29.4 (84.9)                     | 30.3 (86.5)                     | 30.5 (86.9)                     | 30.4 (86.7)                     | 30.7 (87.3)                     | 30.3 (86.5)                     |
| المتوسط اليومي °م (°ف)                                              | 26.7 (80.1)                     | 27.2 (81.0)                     | 26.8 (80.2)                     | 25.7 (78.3)                     | 25.2 (77.4)                     | 24.5 (76.1)                     | 24.2 (75.6)                     | 24.9 (76.8)                     | 25.5 (77.9)                     | 25.6 (78.1)                     | 25.6 (78.1)                     | 25.9 (78.6)                     | 25.6 (78.1)                     |
| متوسط درجة الحرارة الصغرى °م (°ف)                                   | 21.3 (70.3)                     | 22.0 (71.6)                     | 22.2 (72.0)                     | 21.6 (70.9)                     | 21.2 (70.2)                     | 20.7 (69.3)                     | 20.3 (68.5)                     | 20.5 (68.9)                     | 20.6 (69.1)                     | 20.9 (69.6)                     | 21.2 (70.2)                     | 21.0 (69.8)                     | 21.1 (70.0)                     |
| أدنى درجة حرارة °م (°ف)                                             | 15.0 (59.0)                     | 16.0 (60.8)                     | 18.0 (64.4)                     | 18.0 (64.4)                     | 16.0 (60.8)                     | 15.0 (59.0)                     | 15.0 (59.0)                     | 15.0 (59.0)                     | 16.5 (61.7)                     | 15.0 (59.0)                     | 16.0 (60.8)                     | 16.0 (60.8)                     | 15.0 (59.0)                     |
| الهطول مم (إنش)                                                     | 63.0 (2.48)                     | 132.2 (5.20)                    | 230.4 (9.07)                    | 520.2 (20.48)                   | 673.8 (26.53)                   | 541.6 (21.32)                   | 460.6 (18.13)                   | 399.6 (15.73)                   | 406.8 (16.02)                   | 498.9 (19.64)                   | 424.5 (16.71)                   | 186.3 (7.33)                    | 4٬537٫8 (178.65)                |
| متوسط أيام هطول الأمطار                                             | 9                               | 11                              | 16                              | 24                              | 27                              | 27                              | 28                              | 25                              | 22                              | 24                              | 22                              | 15                              | 250                             |
| متوسط الرطوبة النسبية (%)                                           | 68                              | 65                              | 71                              | 79                              | 82                              | 83                              | 82                              | 79                              | 77                              | 79                              | 80                              | 75                              | 77                              |
| ساعات سطوع الشمس الشهرية                                            | 170.5                           | 132.8                           | 111.6                           | 111.0                           | 120.9                           | 111.0                           | 114.7                           | 136.4                           | 153.0                           | 161.2                           | 147.0                           | 164.3                           | 1٬634٫4                         |
| ساعات سطوع الشمس اليومية                                            | 5.5                             | 4.7                             | 3.6                             | 3.7                             | 3.9                             | 3.7                             | 3.7                             | 4.4                             | 5.1                             | 5.2                             | 4.9                             | 5.3                             | 4.5                             |
| المصدر: Instituto de Hidrologia Meteorologia y Estudios Ambientales |                                 |                                 |                                 |                                 |                                 |                                 |                                 |                                 |                                 |                                 |                                 |                                 |                                 |

## أعلام
- وليام بوليدو
- ناثاليا سانشيز
- كلوديا موراليس
- جوليانا فرانكو
- روميل موراليس